# Munwiller
Munwiller (deutsch Munweiler) ist eine französische Gemeinde mit 456 Einwohnern (1. Januar 2022) im Département Haut-Rhin in der Region Grand Est (bis 2015 Elsass). Sie gehört zum Arrondissement Thann-Guebwiller und zum Kanton Ensisheim.

## Geografie
Die Gemeinde Munwiller liegt an der Alten Thur, etwa auf halbem Weg zwischen Colmar und Mülhausen.

## Geschichte
Von 1871 bis zum Ende des Ersten Weltkrieges gehörte Munweiler als Teil des Reichslandes Elsaß-Lothringen zum Deutschen Reich und war dem Kreis Gebweiler im Bezirk Oberelsaß zugeordnet.

### Bevölkerungsentwicklung
| Jahr      | 1962 | 1968 | 1975 | 1982 | 1990 | 1999 | 2007 | 2014 |
| Einwohner | 247  | 247  | 229  | 236  | 367  | 436  | 492  | 479  |

## Sehenswürdigkeiten
- Pfarrkirche St. Arbogast, Langhaus und Chor 1841 errichtet. Der Glockenturm wurde bereits im 11./12. Jahrhundert erbaut.

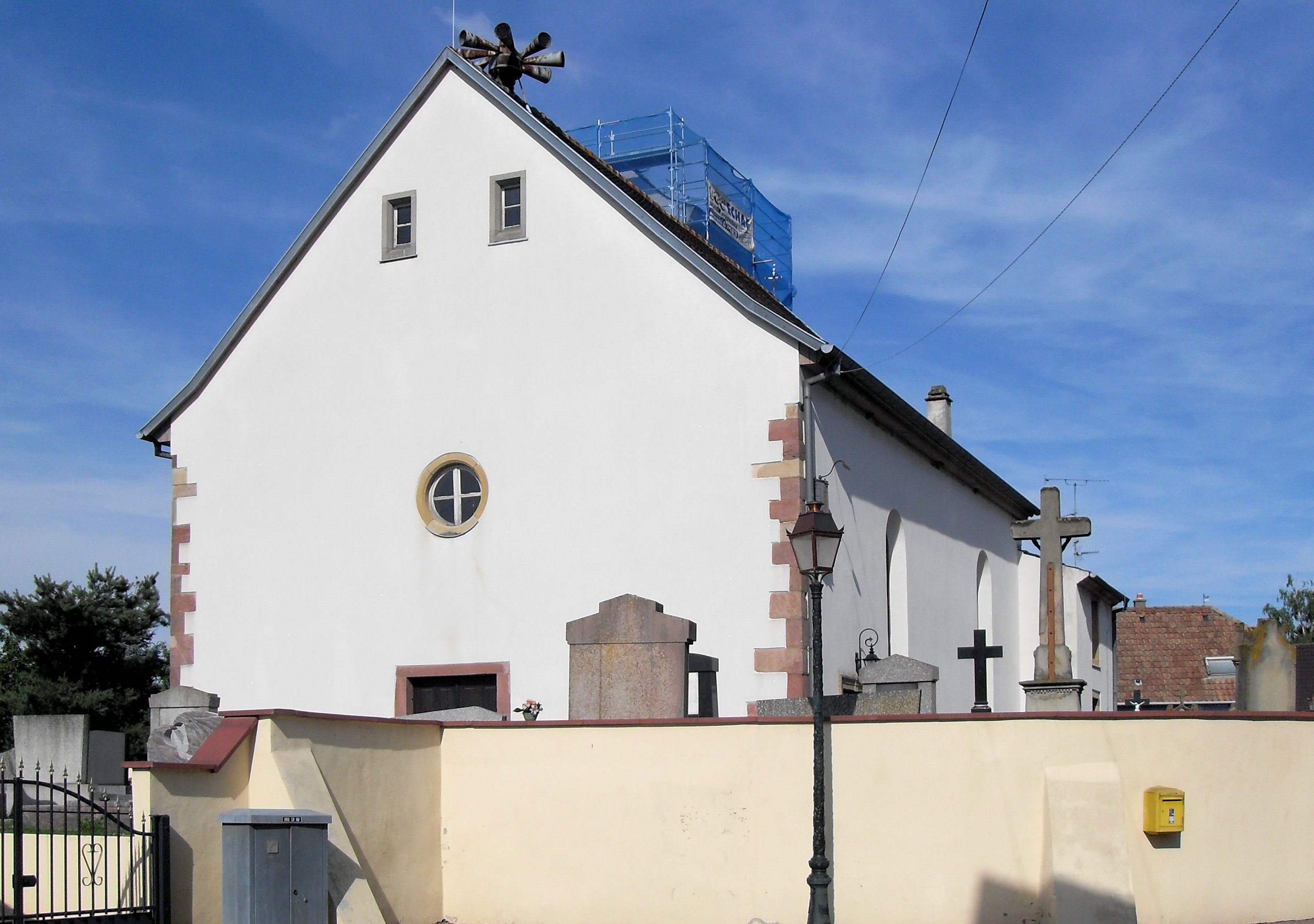
Kirche Saint-Arbogast

## Nachweise
1. ↑  Gemeindeverzeichnis Deutschland 1900 – Kreis Gebweiler